# Otto II di Lippe
Otto di Lippe (1180 circa – Ane, 28 luglio 1227) fu vescovo-principe di Utrech dal 1216 al 1227, come Otto II, e morì nella battaglia di Ane.

## Biografia

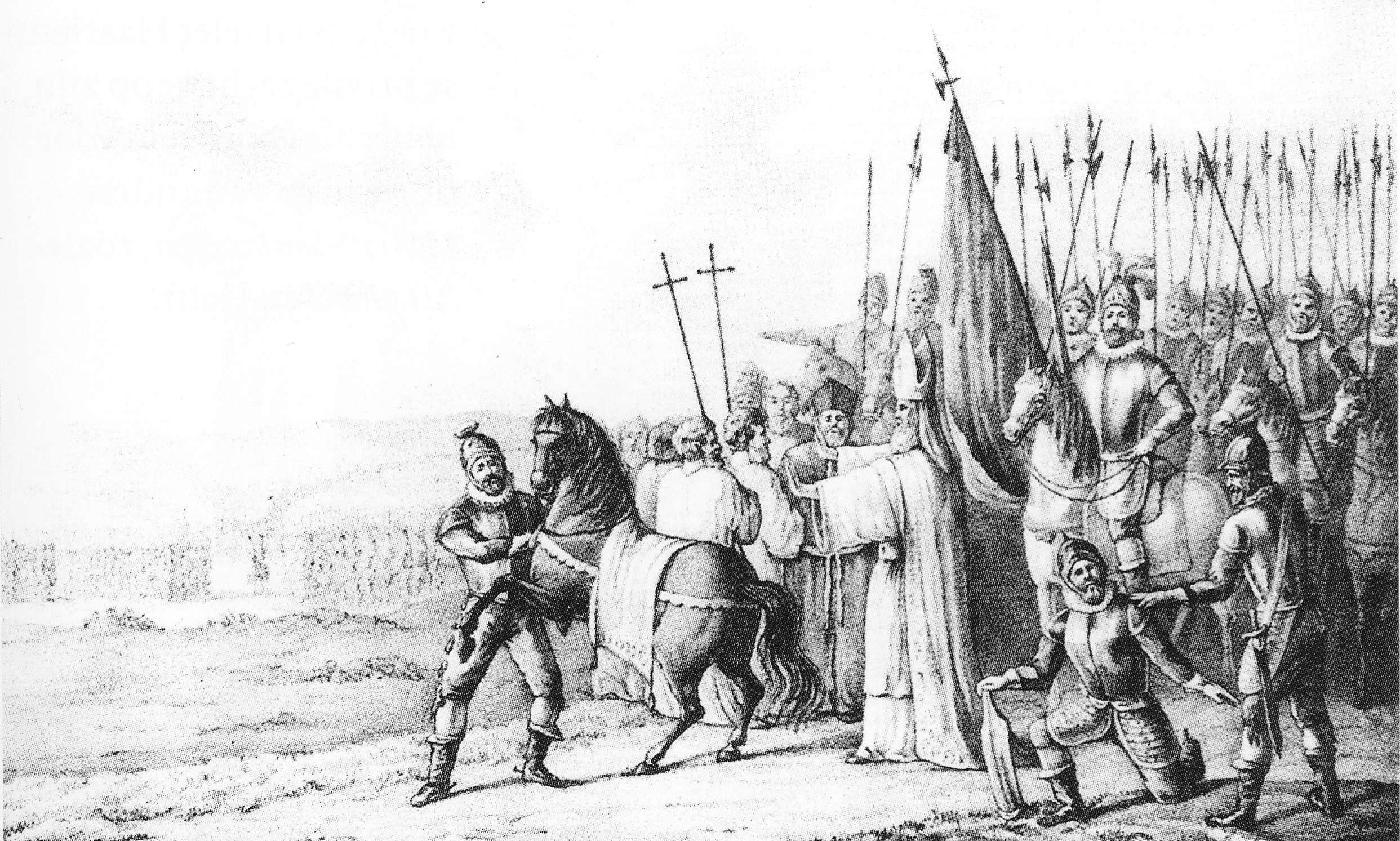
Otto II di Lippe scomunica Rudolf II di Coevorden (incisione di Jan Fels, 1835)

Otto era figlio Bernhard II di Lippe (ca. 1140–1224), un conte che nel 1194 si ritirò nel monastero cistercense di Marienfeld e nel 1218 divenne vescovo presso i Selonici. Otto si dedicò alla carriera ecclesiastica, come molti dei suoi fratelli: fu abate cistiercense in Livonia e nel 1216 era prevosto del duomo di Utrecht quando fu eletto vescovo succedendo a Otto I di Gelre, morto in giovane età l'anno precedente.
I vescovi di Utrecht esercitavano il potere temporale nella città di Utrecht, e nei dintorni, fin dall'VIII secolo; nell'XI secolo furono investiti dagli imperatori-re di Germania dell'autorità di principi del Sacro Romano Impero e la diocesi venne innalzata alla dignità di principato vescovile, che comprendeva anche le contee di Drenthe, Salland e Twente e le città di Groninga e Deventer: un territorio corrispondente, grosso modo, alle attuali province di Utrecht, Groninga, Drenthe ed Overijssel. Il potere dei principi vescovi di Utrecht rimase tuttavia in genere sulla carta: le città di Coevorden e Groninga, i cui territori non erano in continuità con Utrecht, si comportavano come stati autonomi, e per di più la nomina del vescovo di Utrecht era un affare riservato ai conti d'Olanda e a quelli di Gheldria. La stessa elezione di Otto II fu infatti frutto di un compromesso fra i conti d'Olanda e di Gheldria.

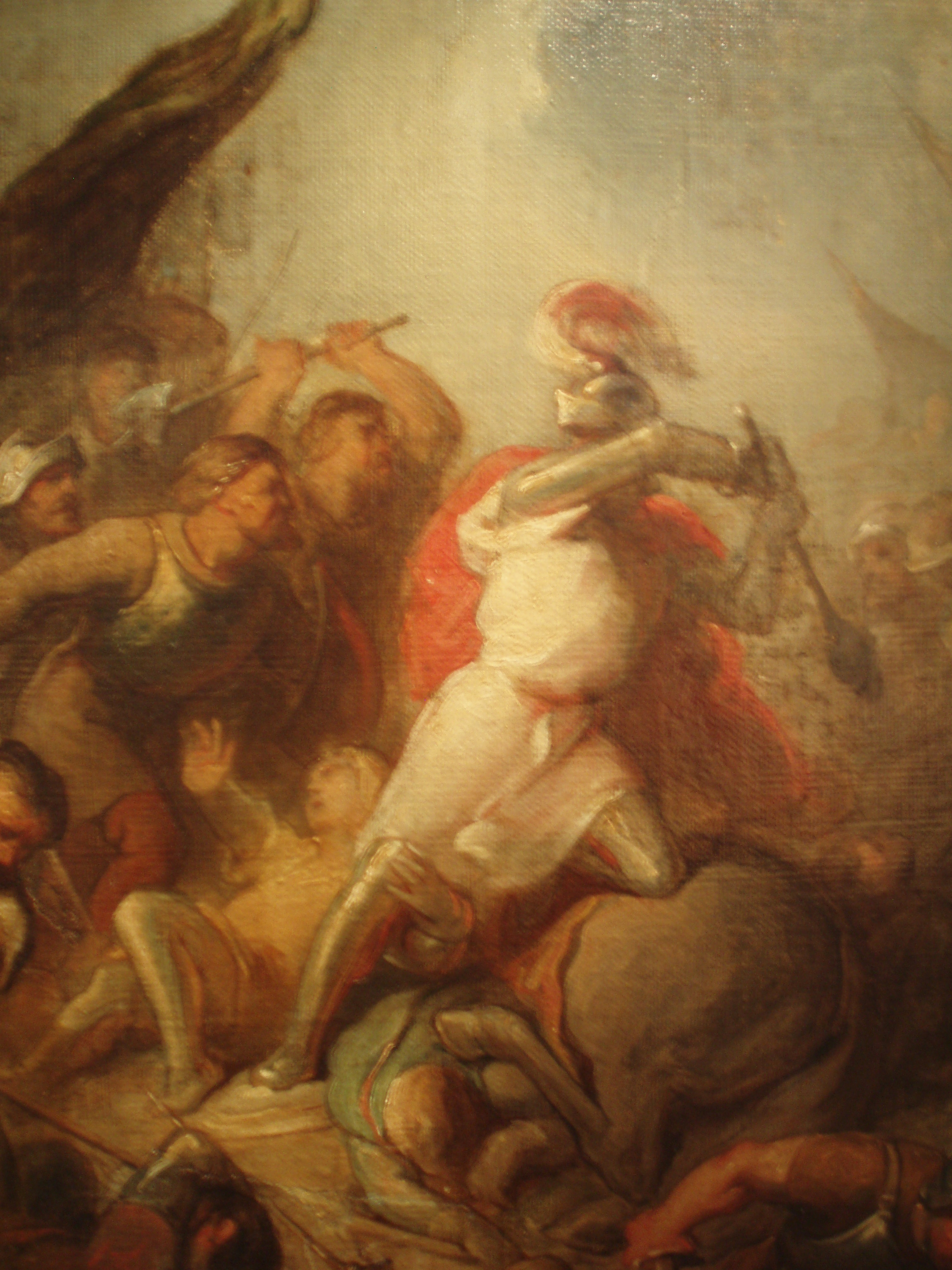
Otto II di Lippe alla battaglia di Ane (Frederik Zürcher, 1825-1876)

Il vescovo Otto aveva una certa inclinazione per la vita militare. Nel 1217 accompagnò Andrea II d'Ungheria alla Quinta crociata e prese parte fra l'altro all'assedio e alla presa di Damietta in Egitto (1218-1219). Ritornato a Utrecht nel 1223, s'impegnò a riprendere, anche con la forza, i territori appartenenti alla sua diocesi ma riottosi a riconoscere l'autorità di Utrecht. Sottomise pertanto dapprima i sudditi riottosi nel Veluwe e nel Salland, combatté poi contro i conti di Holland e di Gelre, con i quali firmò infine un trattato di pace nel 1226, anche grazie all'appoggio del legato pontificio Corrado di Urach, e cercò di sottomettere infine i ribelli del Drenthe, in particolare Rudolf II di Coevorden (1192-1230). Nell'estate del 1227 il vescovo di Utrecht decise di attaccare il castello di Coevorden. Approfittando della lontananza da Coevorden del castellano Rudolf II di Coevorden, impegnato in un assedio alla città di Groninga, Otto radunò un esercito composto da guerrieri di professione bene armati: circa 500 nobili, tra cui i conti di Holland e di Gelre fino a poco tempo prima suoi avversari. Rudolf, tuttavia, interruppe l'assedio a Groninga e con una marcia a tappe forzate cercò di ritornare a Coevorden attraverso il Drenthe; durante la marcia il suo piccolo esercito si ingrossò degli abitanti dei villaggi del Drenthe, i quali temevano il ritorno del dominio vescovile e in particolare il ripristino delle decime.

### La battaglia di Ane
Le truppe raccogliticce di Rudolf riuscirono a intercettare l'esercito di Utrecht nei pressi di Ane e a sconfiggerlo in una battaglia il cui andamento è noto attraverso la cronaca Quedam narracio de Groninghe scritta probabilmente da uno dei partecipanti allo scontro dalla parte del vescovo. Rudolf si dispose in una zona paludosa nella quale, a differenza degli abitanti del luogo, i cavalieri di Utrecht, equipaggiati con armature pesanti, non potevano muoversi agevolmente. Circa 400 cavalieri furono uccisi; moltissimi altri, fra cui il conte di Gelde, furono imprigionati; il vescovo Otto fu ucciso dopo essere stato mutilato orribilmente. Come ricorda il Moroni, i contadini, «immaginando essi che il suo sagro carattere fosse attaccato alla tonsura, gliela strapparono colla cute, per non essere riputati sacrileghi nel dargli la morte».
Il successore di Otto alla diocesi di Utrecht, Vilbrando di Oldenburg, vendicò la morte del suo predecessore mettendo a morte Rudolf di Coevorden, dopo averlo catturato a tradimento e fatto torturare. Impose agli abitanti della Drenthe di edificare, in ricordo di Otto di Lippe, il monastero cistercense di Mariënkamp (Santa Maria in Campo); il luogo si rivelò poco adatto, per cui nel 1258 la comunità monastica fu trasferita altrove e attorno al monastero, nei secoli successivi, si sviluppò Assen, l'attuale capoluogo della provincia del Drenthe.

## Successione apostolica
La successione apostolica è:
- Vescovo Bernhard von Lippe, O. Cist. (1218)